# Spisak enzima
Ovaj spisak sadrži enzime uređene u numeričkom redosledu po preporuci odbora za nomenklaturu Međunarodne unije za biohemiju i molekularnu biologiju.
- Spisak EC brojeva (EC 1)
- Spisak EC brojeva (EC 2)
- Spisak EC brojeva (EC 3)
- Spisak EC brojeva (EC 4)
- Spisak EC brojeva (EC 5)
- Spisak EC brojeva (EC 6)